# Daniel Brennan (homme politique)
Pour les articles homonymes, voir Daniel Brennan et Brennan.
Daniel Joseph Brennan, baron Brennan, (né le 19 mars 1942), est un pair à vie et avocat britannique.

## Jeunesse
Brennan fait ses études à la St. Bede's Grammar School de Bradford et obtient un baccalauréat en droit de l'Université de Manchester, où il reçoit un doctorat honorifique en 2000.

## Carrière
Il est admis au barreau du Gray's Inn en 1967. Membre de Matrix Chambers, il se spécialise dans les blessures corporelles et le travail médical, le droit commercial, les questions commerciales internationales, le droit international public et privé et l'arbitrage international. Il devient conseiller de la reine en 1985, et il est juge adjoint de la Haute Cour et registraire à la Crown Court, ancien membre du Criminal Injuries Compensation Board et ancien président du Personal Injuries Bar Association.
Lord Brennan est le représentant du Barreau au Conseil de l'Association internationale du barreau. Il est également membre des barreaux de la république d'Irlande et d'Irlande du Nord. En 2000, The Lawyer Magazine le qualifie d'avocat de l'année.
Lord Brennan est président de l'APPG sur les affaires juridiques et constitutionnelles, qui est un groupe interparti de députés et de pairs axé sur la discussion des questions relatives à la profession juridique et à la réforme de la loi et de la constitution.
Il a une pratique en matière d'environnement, de responsabilité du fait des produits et de négligence médicale impliquant des actions multipartites telles que les réclamations d'assurance de l'accident ferroviaire de Paddington, le litige sur la pilule contraceptive orale combinée et, dans le passé, les réclamations des résidents locaux découlant du développement de Canary Wharf, les réclamations VIH/hémophiles contre le gouvernement britannique et la catastrophe du Herald of Free Enterprise. Plus récemment, il est apparu dans l'appel « designer baby » à la Chambre des lords.
Il est créé baron Brennan, de Bibury dans le comté de Gloucestershire le 2 mai 2000 et est président de l'Union catholique de Grande-Bretagne. En 2006, Lord Brennan est nommé Délégué pour la Grande-Bretagne et l'Irlande de l'Ordre Sacré et Militaire Constantinien de Saint-Georges en remplacement d'Anthony Bailey.
Le 19 novembre 2007, Brennan s'évanouit à la Chambre des Lords peu de temps après avoir conclu un discours sur le projet de loi sur la fertilisation humaine et l'embryologie. Il reçoit un massage cardiaque à la Chambre des Lords par, entre autres, Ara Darzi, le ministre de la Santé. Il avait demandé la création d'une Commission nationale de bioéthique. Lord Brennan passe du temps à se rétablir à l'hôpital St Thomas de Londres,. Le 3 décembre 2007, Lord Brennan tombe de nouveau malade à la Chambre des Lords et est équipé d'un stimulateur cardiaque à l'hôpital St Thomas.
En 1968, il épouse une ressortissante espagnole, Pilar Sánchez Moya, avec qui il a quatre fils.
Lord Brennan est le président du conseil d'administration du groupe de réflexion Global Financial Integrity, basé à Washington .